# Толстикова, Ольга Леонидовна
О́льга Леони́довна То́лстикова (14 апреля 1958, Москва) — современный российский художник, общественный деятель.

## Биография
Родилась 14 апреля 1958 в Москве. Член Московского Союза художников по 2019 год, участник ежегодных выставок Российского Союза художников. Более десяти лет принимала участие в международных выставках гобелена в городе Комо в Италии. Её персональные выставки проходили в Польше, Франции, России, Донецкой Народной Республике.
Награждена Серебряной Медалью Российской Академии художеств за создание серии гобеленов в 1998—2001 годах, удостоена главного приза жюри творческого конкурса женщин-художников России за 2000 год. Её работы находятся в Государственном музее героической обороны и освобождения Севастополя Музее художественного текстиля (Италия), Музее современного искусства (Москва), Вологодском государственном музее-заповеднике (в Вологодском кремле), в художественном фонде Союза художников России и других.
Награждена Золотой Медалью Академии Художеств России в 2013 году за создание серии гобеленов.
Окончив школу, поступила на отделение росписи училища художественных ремесел. Всегда хотела быть художником по ткани, поэтому дальнейшее образование продолжила в Московском текстильном институте.
Перед этим два года работала, расписывая платки, на Московском комбинате прикладного искусства. В те годы в текстильный институт можно было поступить только после двухлетней работы по специальности. В 1987 году окончила факультет прикладного искусства текстильного института им. А. Н. Косыгина. Ещё во время учёбы создала свой первый гобелен, который экспонировался в Болгарии. А вскоре оказалась в вологодской деревеньке Фенино, что в Вологодском районе, недалеко от села Кубенского. Деревенский дом, быт, природа, просторы, красота… «Я почувствовала себя художником и обрела уверенность мастера в глуши, в Вологодской области», — говорит Ольга Толстикова.
Сначала трудно было привыкать к новому жизненному укладу: нужно и печку растопить, и воды наносить. Но теперь все это в удовольствие и радость. В её доме рядом с печкой стоит простой деревянный станок, на котором Ольга ткет свои великолепные картины-гобелены. «Я хочу воплотить те чувства и мысли, которые рождает во мне вологодская земля», — эти слова художницы обретают реальные очертания в монументальных работах: от 3,5 метров в высоту до 3-4 метров в ширину. На создание одного такого произведения уходит в среднем около года. Искусство гобелена изысканное, но невероятно трудоемкое и кропотливое.
«Она нашла свой выразительный язык, делающий работы узнаваемыми и вызывающими неподдельный интерес. Художница Ольга Толстикова, москвичка по рождению, уже более 20 лет связана судьбой и творчеством с вологодской землей, воспевает её в своих работах, живёт зимой и летом в деревеньке Фенино, что по дороге от Кубенского на Северную Ферму. Её краски на гобеленах открыто ярки, северные избы праздничны, снежные дали полей просторны и чисты, леса многоцветны, и в этом она видит вечный праздник жизни, который прибудет и после нас, и так же восхитит чью-то талантливую душу. Солнечность и радость бытия. И тем больший контраст создают они с печальными заботами наших дней, с нашим неумением распорядиться данной нам красотой разумно и справедливо. Несмотря на бытовые трудности, особенно зимой, в глухой заснеженной деревне, утонченная москвичка открыла здесь своё „я“ в искусстве, нашла свою тему, свои краски, форму и содержание своих произведений. На таком прекрасном творческом энтузиазме она и живёт. Не будь у неё тонкого художественного вкуса, той наследственной памяти в генах, которые поразительно описал Лев Толстой, когда Наташа Ростова пустилась в Русскую пляску, не будь открытости и жизнестойкости, и ещё многого чего, и не прижилась бы художница в наших краях, не таких-то уж и сладких». Вадим Дементьев, писатель, секретарь Союза Писателей РФ.

## Персональные выставки
- 2000 — РосИЗО, Москва.
- 2001 — Дом журналистов, Москва.
- 2002 — Cité des arts[фр.], Париж.
- 2002 — Союз художников России, Москва.
- 2002 — Выставочный зал «Галерея L», Москва.
- 2002 — Префектура СВАО г. Москвы, Москва.
- 2003 — Выставочный зал на ул. Маяковского, Вологда.
- 2004 — Выставочный зал Ассоциации Художников Декоративных Искусств, Москва.
- 2005 — Московский Союз художников, Москва.
- 2006, 2008 — Представительство Вологодской области при президенте и Правительстве РФ в г. Москва.
- 2013 — «Моя Родина. Ольга Толстикова. Гобелен». Музей кремля г. Вологды[3][4][5][6][7][8].
- 2015 — Выставка в выставочном зале СХ на Вавилова, Москва
- 2015 — Выставка в Севастопольском Центре Культуры и Искусств, Севастополь.
- 2016 — Выставка в Донецком республиканском художественном музее, Донецкая Народная Республика, Донецк.
- 2016 — Выставка «Искусство в борьбе за мир» в Вологодской центральной районной библиотеки в селе Кубенское Вологодского района, Кубенское, Вологодская область.
- 2016 — Выставка «Война и Мир» в выставочном зале Череповецкого музейного объединения, Череповец, Вологодская область.
- 2018 — Юбилейная выставка «За Мир» в выставочном зале МСХ на Кузнецком мосту, Москва.
- 2019 — Выставка «За Мир» в Историко-краеведческом и художественном музее г. Тулы.
- 2019 — Выставка «Русская Весна» в Музее истории Симферополя, Крым.

## Участие в выставках
- 1985 — Международная выставка художественного текстиля. Болгария;
- 1987—2012 — Ежегодные выставки Московского Союза художников;
- 1995 — Международный симпозиум «Белые ночи». Этнографический музей. Санкт-Петербург;
- 1996—1998 — Ежегодные международные выставки художественного текстиля. Комо. Италия;
- 1998 — Международный художественный салон. Москва.
- 2005 — Участие в Международном Биеннале Гобелена в городе Лодзь, Польша.
- 2012—2013 — Работы художника из собрания Музея Москвы на выставке «Московская палитра» в ЦВЗ Манеж.
- 2013 — Работы художника из собрания Музея Москвы на выставке «История Москвы в художественном гобелене» в Музее Москвы
- 2017 — Работы художника на юбилейной выставке «85 лет МСХ» в Центральном Доме художника, Москва.

## Работы находятся
- Государственный музей героической обороны и освобождения Севастополя, Россия, Севастополь.
- Музей Художественного Текстиля, Италия, Комо.
- Московский музей современного искусства, Москва.
- Музей Москвы (музейное объединение), Москва.
- Музей Кремля, Вологда.
- Донецкий художественный музей, Донецк, ДНР.
- Художественный фонд Союза Художников России, Москва.
- Частные коллекции России, Италии, Болгарии.